# Норвезький книжковий клуб
Норвезький книжковий клуб (норв. De norske Bokklubbene) — група книжкових клубів, яка з 1961 року продає книжки норвезьким сім'ям по пошті. Група належить трьом видавництвам Gyldendal (48,5 %), Aschehoug (48,5 %) та Pax forlag (3 %).

## Історія
Норвезький книжковий клуб був заснований 1 вересня 1961 року видавництвами «Юллендал» (норв. Gyldendal), Aschehoug, Тіден  і Каппелен. Профілем клубу було перевидання відомих книг, а першою вийшла «Добра Земля» Перл Бак. Через дев'ять місяців після заснування в компанії налічувалося понад 15 000 членів, а 1969 року їхня кількість перевищила 100 000 осіб. Сьогодні книжковий клуб налічує понад 200 000 членів. У 1960-ті роки клуб розширив свою діяльність за рахунок поезії та «додаткових книг». 1971 року засновано «Bokklubbens Barn» (норв. Діти книжкового клубу). Зі створенням 1976 року Книжкового клубу «Нові книги» група почала продавати нещодавно видану сучасну літературу.
Графічний профіль книжкового клубу з 1961 по 1980 рік відзначений обкладинкою книги Ганса Єргена Томінга.
«Bokklubben Dagens Bok» заснований 1984 року видавництвами «Pax» і «Oktober» як радикальна альтернатива «Bokklubben Nye Bøker». Після десяти років роботи клуб був придбаний і об'єднаний з «Ekstrabokklubben» у «Bokklubben Kunnskap og kultur». Коли шведська видавнича група «Bonniers» 1987 року купила «Каппелен», три роки потому видавництво відмовилося від співпраці з Норвезьким книжковим клубом і 1991 року заснувало власний.
У перші роки свого існування клуб приділяв усю увагу «книжці місяця», але останніми роками розробив різноманітне поширення нових книжок і фільмів. Різниця між акцентом «Den norske» на перевиданні та одночасністю «Нових книжок» також була розмита на користь сегментації ринку, що, мабуть, натхненна поділом норвезьких споживчих звичок у Norsk Monitor: «традиційний матеріаліст» і «сучасний матеріаліст», відповідно. Ринковий підрозділ Norsk Monitor, схоже, також лідирує в «Bokklubben Dagens Bok», націленому на «сучасних ідеалістів», тоді як «Ekstrabokklubben» пропонував книжки для «традиційних ідеалістів». Керівництво книжкових клубів, імовірно, вважало ці два сегменти занадто маленькими, щоб бути фінансово життєздатними, і, можливо, також частково збіглося.
Також було показано, що поширення книжкових клубів є підходящим способом виявлення і підтримки «сегментів ринку» або груп читачів зі значною мірою ідентичними уподобаннями в читанні. Книжкові клуби «Villmarksliv», «Mat og vinglede» і «Kursiv» є прикладами пропозицій для нішевих інтересів.

## Видання
- Жива класика[no] (1982—1990)
- Бібліотека культури[no] (з 1998)
- Святе Писання світу[no] (2000—2015)
- Всесвітня бібліотека (з 2002)

## Заходи
- Книжкова ванна[no]
- Синя книга (2001—2005)
- Профспілка (2002—2005)
- Замовляйте в центрі[no] спільно з книгарнею «Танум» (Tanum) на вулиці Карла Югана в Осло (1997—2007)
- Книжковий вечір в Оперному театрі (з 2008)

## Редактори
- Ейcтейн Ейcто (1961—1964)
- Юган Фредрік Геєрдал (1964—1982)
- Уве Андре Еріксен (1982—1984)
- Турілль Вікен (1983—1998)
- Рунгілль Шелаас (з 1998)

## Адміністративні директори
- Генрік П. Томмессен (1961—1964)
- Кнут Т. Євер (1964—1991)
- Крістенн Ейнарсон (1991—2010)
- Карі Меллер (2011—2022)
- Інґебор Вулан (з 2022)

## Адміністратори
- Генрік П. Томмессен (1961—1964)
- Кнут Т. Євер (1964—1991)
- Кріс Ейнарсон (1991—2010)
- Карі Міллс (з 2011)